# Merlion

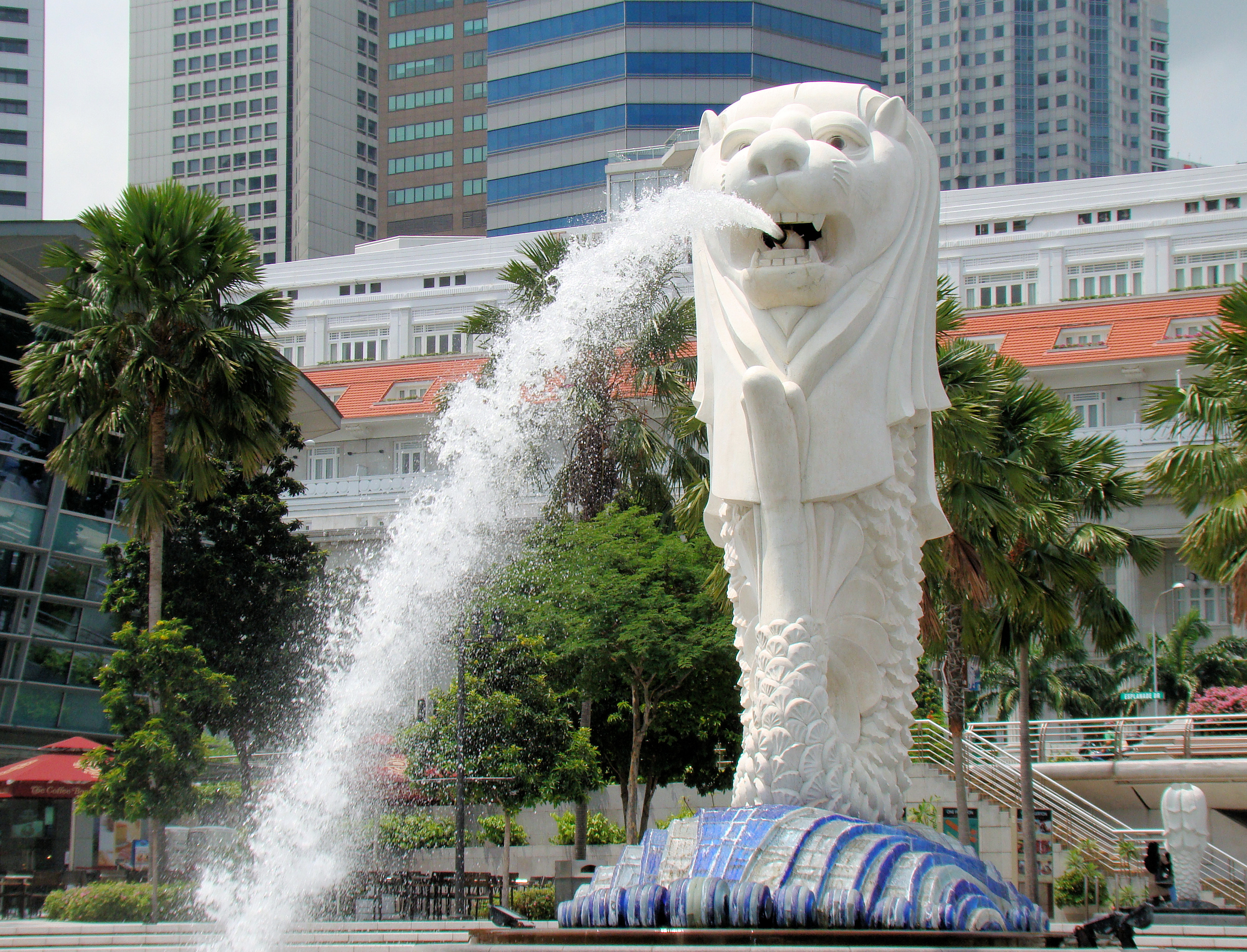
Merlion

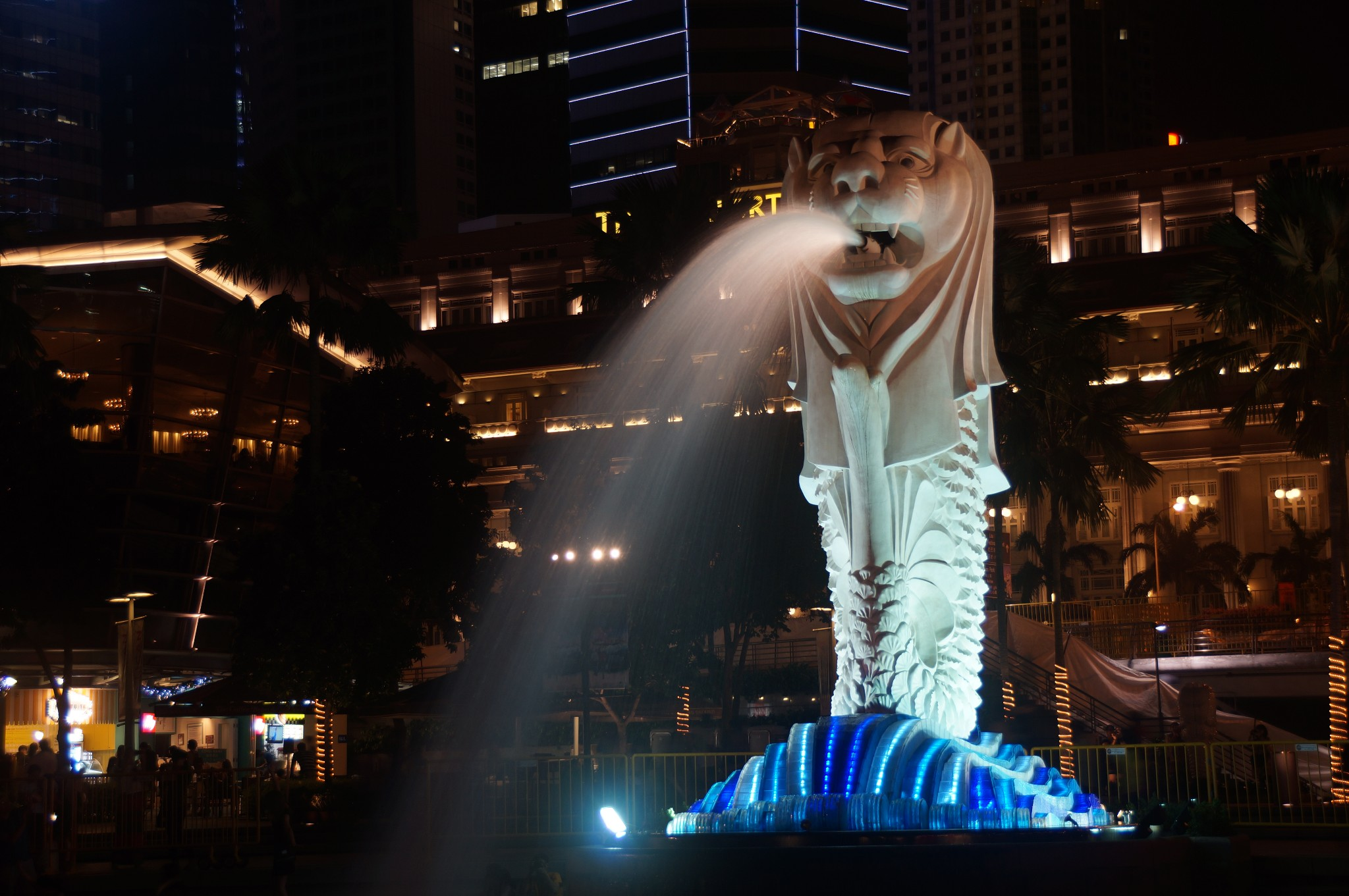
Merlion

Statyn Merlion (malajiska "Singa-Laut") är ett monument i önationen Singapore.

## Monumentet
Monumentet är byggt i cement och betong. Det är cirka 8,6 meter högt och väger cirka 70 ton.
Merlion är en nationspersonifikation (i likhet med till exempel Den lille havfrue och Manneken Pis). Namnet är ett teleskopord sammansatt av engelska mermaid (sjöjungfru och lion (lejon), monumentet

## Historia
Merlion är en mytologisk varelse med ett lejonhuvud och en fiskkropp och bygger på Singapores historia. Varelsen skapades 1963 av iktyologen Alec Frederick Fraser-Brunner (1906-1986) på uppdrag av Singapores turistråd och användes från början som logotyp. Logotypen varumärkeregistrerades 20 juli 1966.
Den första statyn, skapad av konstnären Kwan Sai Kheong och konstruerad av Lim Nang Seng, avtäcktes den 15 september 1972 vid Singaporeflodens mynning. Denna staty flyttades 2002 till sin nuvarande plats i Merlion-parken i Marian Bay-området i Downtown Core distriktet. Statyn ägs av Singapores turistråd.
Det finns totalt 7 officiella Merlionstatyer i Singapore.